# Alaska Airlines-vlucht 261
Alaska Airlines-vlucht 261, een McDonnell Douglas MD-83-vliegtuig, stortte op 31 januari 2000 neer in de Grote Oceaan, ongeveer 4,3 kilometer ten noorden van Anacapa Island, Californië. Alle 88 inzittenden kwamen om. 
Het onderzoek van de National Transportation Safety Board wees uit dat slecht onderhoud de oorzaak was van de crash. De besturing van het vliegtuig raakte gedeeltelijk onklaar door het verlies van de controle over de pitch van het vliegtuig als gevolg van het falen van de horizontale stabilo. De schroefdraad bleek niet regelmatig gesmeerd te zijn bij onderhoudsbeurten.

## Het ongeluk
Alaska 261 vertrok van PVR om 13.37 uur PST en klom naar een hoogte van 10.000 m. Twee uur later riep de bemanning het vliegveld van SEA op met de mededeling dat de horizontale stabilisator vastzat. De piloten probeerden de horizontale stabilisator los te maken maar daardoor maakten ze het zonder het te weten alleen maar erger. Daardoor kwam het vliegtuig meteen in een duikvlucht terecht. In 60 seconden daalde het vliegtuig van 10.000 naar 7.500 m. 
De piloten konden het vliegtuig tijdelijk weer recht trekken, maar om 16.19 uur verloren ze geheel de controle over het toestel, dat 1 minuut later neerstortte in zee. De klap op het water vernietigde het vliegtuig geheel.

## Onderzoek

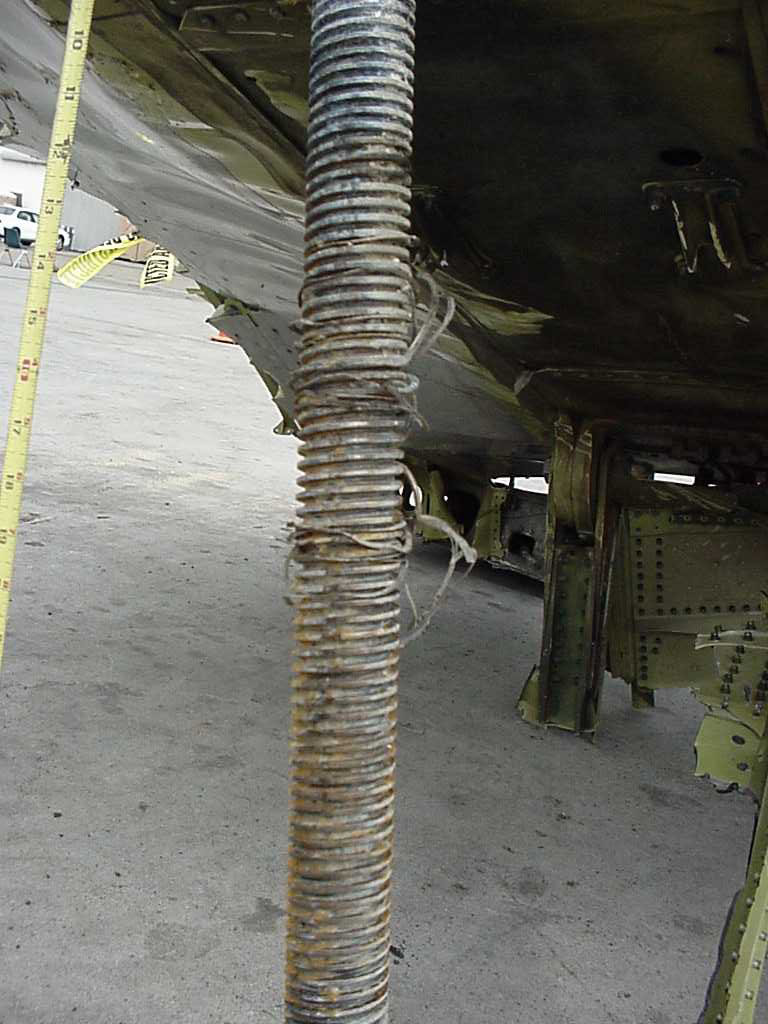
Het beschadigde onderdeel dat het ongeval veroorzaakte

Met behulp van op afstand bestuurbare vaartuigen en een commerciële vissersboot konden onderzoekers 85% van de belangrijkste onderdelen van het vliegtuig terugvinden, inclusief de staart, een vleugel en de motoren. Analyse wees uit dat 90% van de groeven in de schroefdraad al voor het ongeluk waren afgesleten. Tijdens het ongeluk begaf de beschadigde schroefdraad het, waarna de stabilisator de aerodynamische krachten van het toestel niet meer kon dragen.  
De schroefdraad bleek sneller te zijn gesleten dan doorgaans gebruikelijk is. Onderzoek wees uit dat hij vrijwel nooit goed was ingesmeerd bij onderhoudsbeurten. 
Om de lichamen van de passagiers te identificeren werden vingerafdrukken, tandafdrukken, tatoeages en persoonlijke voorwerpen gebruikt.

## Nasleep
De families van de slachtoffers stemden toe met de bouw van een gedenkmonument in de vorm van een zonnewijzer. Deze staat bij Port Hueneme en is ontworpen door Bud Bottoms. De zonnewijzer is zo geplaatst dat hij een schaduw werpt over de gedenkplaat met de namen van alle slachtoffers om 16.22 uur, het tijdstip waarop het vliegtuig neerstortte.
Voor hun pogingen het vliegtuig nog te redden kregen piloten Ted Thompson en Bill Tansky postuum de Airline Pilots Association Gold Medal for Heroism.
Alaska Airlines nam de schuld op zich. Vrijwel alle rechtszaken die tegen het bedrijf werden aangespannen, werden uiteindelijk buiten de rechtbank om geschikt. 